# Chanoir
Alberto Vejarano Cáceres (Bogotà, 1976), més conegut amb el nom artístic de «Chanoir», és un grafiter colombià conegut per pintar gats de colors als carrers de París, inspirats en el gat negre del cartell del cabaret de Montmartre Le Chat Noir. Va estudiar a l'École nationale supérieure des beaux-arts i és fill del també artista Gustavo Vejarano. En l'època que va residir a Barcelona va relacionar-se amb artistes de l'art de carrer com El Pez, El Xupet Negre i Martin Whatson.

## Trajectòria
El 2009, la seva participació a l'exposició col·lectiva «Né dans la rue» a la Fondation Cartier pour l'Art Contemporain va representar el descobriment per al gran públic de l'artista els dibuixos del qual ja estaven acostumats a veure a les parets de la ciutat. El 2015, el Museu d'Art Contemporani de Bogotà va presentar una retrospectiva de la feina de Chanoir.
Entre els seus treballs comercials més destacats es troba el disseny d'una col·lecció per a la marca de roba Cacharel a les Galeries Lafayette, uns dibuixos amb els quals Samsung va promocionar carcasses per a telèfons, i un mural per a la botiga The Walt Disney Company a l'avinguda dels Camps Elisis. La seva obra ha estat exposada en museus i galeries de tot el món. Als Estats Units va causar un escàndol al muntar una exposició en què torturava icones de la cultura infantil com The Muppets.